# Harri Blumén
Harri Juhani Blumén (* 4. Februar 1958 in Lahti) ist ein ehemaliger finnischer Skispringer.

## Werdegang
Blumén, der für den Verein seiner Heimatstadt Lahden Hiihtoseura startete, gab sein internationales Debüt bei der Vierschanzentournee 1974/75. Dabei gelang ihm beim Auftaktspringen in Oberstdorf am 29. Dezember 1974 der 40. Platz und beim Neujahrsspringen in Garmisch-Partenkirchen ein guter 19. Platz. Nach zwei weiteren durchwachsenen Ergebnissen in Innsbruck und Bischofshofen landete er am Ende auf dem 37. Platz der Gesamtwertung.
Bei der Vierschanzentournee 1975/76 gelang es Blumén seine Leistungen leicht zu steigern. So landete er in Oberstdorf zwar nur auf Rang 60, jedoch konnte er mit Rang 17 in Innsbruck schließlich sein bestes Einzelresultat erreichen. Am Ende belegte er Rang 29 der Tournee-Gesamtwertung.
Bei den Olympischen Winterspielen 1976 in Innsbruck startete er mit seinen noch jungen 17 Jahren in beiden Einzeldisziplinen. So landete er von der Normalschanze am Ende punktgleich mit dem Japaner Koji Kakuta auf dem 29. Platz und von der Großschanze auf Rang 41.

## Erfolge

### Vierschanzentournee-Platzierungen
| Saison  | Platz | Punkte |
| ------- | ----- | ------ |
| 1974/75 | 37.   | 715,7  |
| 1975/76 | 29.   | 747,9  |